# Бой при Трес-Лагоасе
Бой при Трес-Лагоасе (порт. Batalha de Três Lagoas) — бой между повстанцами-тенентистами и бразильскими правительственных войсками, произошедший 17–18 августа 1924 года. Повстанцы под руководством Жуареса Таворы, потерпев поражение, не смогли пробиться в Мату-Гросу и были вынуждены повернуть в Парану.
После поражения восстания в Сан-Паулу повстанцы-паулисты отступили на северо-запад в направлении Бауру, куда они добрались 28 июля. После реорганизации в три бригады основные силы двинулись через Ботукату к Президенти-Эпитасиу, расположенному на реке Паране. 6 августа они захватили Президенти-Эпитасиу, пленив небольшой контингент правительственных войск. На берегах реки Парана революционное командование разделилось по поводу стратегии: полковник Жоау Франсиско хотел спуститься по реке и в западной Паране соединиться с офицерами, участвующими в движении тенетистов. Изидору Лопис предпочёл двинуться в Трес-Лагоас и вторгнуться в штат Мату-Гросу. Там Жоау Кабанас хотел создать «Свободноое государство Бразилиандию», существующего за счет пошлин на экспорт мате. Легко защищаясь рекой Парана, повстанцы смогли бы восстановить свои силы и отвоевать Сан-Паулу или, по крайней мере, заставить правительство пойти на переговоры.
Победила вторая точка зрения, и батальон под командованием Жуареса Таворы в составе 570 человек, включая ударный отряд, состоящий в основном из немцев капитана Куна, поднялся по реке на двух пароходах и утром 17 августа высадился в 27 километрах от Трес-Лагоаса. План заключался в форсированном марше с поворотом влево, чтобы атаковать правительственные войска с юго-запада. На следующее утро, 18 августа, повстанческий батальон атаковал в штыки правый фланг противника и отбросил подразделение  полицейских из Минас-Жерайса. Но Трес-Лагоас был защищен лучше, чем думали тенентисты. Находившиеся на второй линии обороны перед самим Трес-Лагоасом пулемётчики открыли перекрёстный огонь, а затем роты 12-го пехотного полка контратаковали с левого фланга. Атакующие повстанцы запаниковали и обратились в бегство. В довершение всего, загорелся сухой кустарник, усиливший панику. 
Повстанцы потеряли убитыми, ранеными и пленными более 100 человек и четыре станковых пулемета. Правительственные войска и полицейские — около 50. В 22:00 последний пароход с выжившими отправился назад, в Порто-Тибириса. Тавора высадил их на другом берегу Параны, чтобы не заражать деморализацией остальную часть революционной армии. 
Так как правительственное командование сосредоточило слишком много сил на севере, путь в Парану для тенентистов остался открытым. В западной Паране все еще оставалась надежда присоединиться к тенентистам, планировавшим новое восстание в Риу-Гранди-ду-Сул. Последующие боевые действия в Паране начались 31 августа.